# Coupe du monde de saut à ski 2022-2023
Navigation
Édition précédente Édition suivante
La coupe du monde de saut à ski 2022-2023 est la 44e édition de la coupe du monde de saut à ski pour les messieurs et la 12e pour les dames, compétition de saut à ski organisée annuellement.
Durant la saison sont également programmés aux mois de février et mars les Championnats du monde de ski nordique qui se déroulent du 21 au 5 mars 2023 à Planica.
Chez les messieurs, la sixième édition du Raw Air en Norvège aura lieu du 10 mars au 19 mars et la cinquième édition  du Planica7 à Planica du 30 mars au 2 avril. 

Chez les dames compte pour la quatrième fois le Raw Air dans la même période que leurs homologues masculins. La seconde édition du Silvester Tournament à lieu à Villach en Autriche et en Slovénie à Ljubno entre le 28 décembre et 1er janvier.
Pour la première fois depuis cette saison (en été comme en hiver), la Super Team a lieu - une compétition en duo dans lesquelles chaque nation ne peut inscrire qu'une seule équipe. Tous les duos soumis participeront au premier tour, douze équipes passeront au deuxième tour, et les huit meilleures équipes après deux séries seront présentées en finale.
Également, pour la première fois de l'histoire du saut à ski féminin, une épreuve de vol à ski (ne rapportant aucun point) a lieu à Vikersund.
En raison de l'Invasion de l'Ukraine par la Russie en 2022, les athlètes russes et biélorusses sont interdits de compétition pour toute la saison.
Les tenants du titre sont le Nippon Ryōyū Kobayashi chez les messieurs et l'Autrichienne Marita Kramer chez les dames.

## Programme de la saison
La saison des messieurs comporte 36 épreuves (dont 5 par équipe) et celle des dames en compte 28 (dont 1 par équipe) 
24 sites accueillent des épreuves de la coupe du monde messieurs (19) et dames (13) cette saison. Le site de Lillehammer accueille deux fois les dames au cours de la saison, une première en début de saison et une deuxième lors du Raw Air.

### Raw Air
Compétition créée en 2017, le Raw Air s'étends sur une semaine complète et sur 4 tremplins norvégiens (Oslo, Trondheim, Lillehammer et Vikersund). Le vainqueur est le sauteur qui aura la plus grande somme de points durant 16 sauts. (4 sauts de qualification, 8 sauts durant les quatre épreuves individuelles et 4 sauts durant les deux épreuves par équipes).

### Planica 7
Compétition créée en 2018, le Planica 7 s'étends sur 4 jours (qualification du jeudi, épreuves individuelles du vendredi et dimanche et enfin épreuve par équipe du samedi). Le vainqueur est le sauteur qui aura la plus grande somme de points durant les 7 sauts. (saut de la qualification, 4 sauts durant les épreuves individuelles et 2 sauts durant l'épreuve par équipes).

### Cartes

#### Hommes
Tournée des Quatre tremplins
 Raw Air
 Planica7

#### Femmes
Raw Air
 Silvester Tournament

## Attribution des points
Les manches de Coupe du monde donnent lieu à l'attribution de points, dont le total détermine le classement général de la Coupe du monde.
Ces points sont attribués selon cette répartition :
| Place  | 1   | 2  | 3  | 4  | 5  | 6  | 7  | 8  | 9  | 10 | 11 | 12 | 13 | 14 | 15 | 16 | 17 | 18 | 19 | 20 | 21 | 22 | 23 | 24 | 25 | 26 | 27 | 28 | 29 | 30 |
| ------ | --- | -- | -- | -- | -- | -- | -- | -- | -- | -- | -- | -- | -- | -- | -- | -- | -- | -- | -- | -- | -- | -- | -- | -- | -- | -- | -- | -- | -- | -- |
| Points | 100 | 80 | 60 | 50 | 45 | 40 | 36 | 32 | 29 | 26 | 24 | 22 | 20 | 18 | 16 | 15 | 14 | 13 | 12 | 11 | 10 | 9  | 8  | 7  | 6  | 5  | 4  | 3  | 2  | 1  |

## Classements

### Hommes
| Rang       | Nom                | Points | Victoire(s) |
| ---------- | ------------------ | ------ | ----------- |
| Yellow bib | Halvor E. Granerud | 2128   | 12          |
| 2          | Stefan Kraft       | 1790   | 5           |
| 3          | Anže Lanišek       | 1679   | 4           |
| 4          | Dawid Kubacki      | 1592   | 6           |
| 5          | Ryōyū Kobayashi    | 1065   | 3           |
| 6          | Piotr Żyła         | 984    |             |
| 7          | Andreas Wellinger  | 902    | 2           |
| 8          | Timi Zajc          | 853    | 1           |
| 9          | Daniel Tschofenig  | 851    |             |
| 10         | Manuel Fettner     | 755    |             |

| Rang | Nom                | Points | Victoire(s) |
| ---- | ------------------ | ------ | ----------- |
| 1    | Stefan Kraft       | 480    | 2           |
| 2    | Halvor E. Granerud | 450    | 3           |
| 3    | Anže Lanišek       | 314    |             |
| 4    | Timi Zajc          | 311    | 1           |
| 5    | Domen Prevc        | 237    |             |
| 6    | Jan Hörl           | 213    |             |
| 7    | Piotr Żyła         | 210    |             |
| 8    | Ryōyū Kobayashi    | 164    |             |
| 9    | Andreas Wellinger  | 161    |             |
| 10   | Daniel Tschofenig  | 140    |             |

| Rang | Nation     | Points |
| ---- | ---------- | ------ |
| 1    | Autriche   | 7093   |
| 2    | Norvège    | 5631   |
| 3    | Slovénie   | 5573   |
| 4    | Pologne    | 4889   |
| 5    | Allemagne  | 4512   |
| 6    | Japon      | 2035   |
| 7    | Suisse     | 782    |
| 8    | Finlande   | 459    |
| 9    | Italie     | 415    |
| 10   | États-Unis | 356    |

| Rang | Nom                | Points |
| ---- | ------------------ | ------ |
| 1    | Halvor E. Granerud | 1191.2 |
| 2    | Dawid Kubacki      | 1158.2 |
| 3    | Anže Lanišek       | 1129.0 |
| 4    | Piotr Żyła         | 1090.0 |
| 5    | Kamil Stoch        | 1087.9 |
| 6    | Stefan Kraft       | 1077.5 |
| 7    | Michael Hayböck    | 1068.5 |
| 8    | Daniel Tschofenig  | 1061.1 |
| 9    | Jan Hörl           | 1056.3 |
| 10   | Manuel Fettner     | 1050.9 |

| Rang | Nom                | Points |
| ---- | ------------------ | ------ |
| 1    | Halvor E. Granerud | 2932.0 |
| 2    | Stefan Kraft       | 2913.8 |
| 3    | Anže Lanišek       | 2784.4 |
| 4    | Ryōyū Kobayashi    | 2724.4 |
| 5    | Daniel Tschofenig  | 2721.2 |
| 6    | Timi Zajc          | 2697.7 |
| 7    | Michael Hayböck    | 2658.2 |
| 8    | Kamil Stoch        | 2627.5 |
| 9    | Manuel Fettner     | 2593.3 |
| 10   | Daniel-André Tande | 2571.9 |

| Rang | Nom                  | Points |
| ---- | -------------------- | ------ |
| 1    | Stefan Kraft         | 1366.8 |
| 2    | Anže Lanišek         | 1352.3 |
| 3    | Timi Zajc            | 1348.9 |
| 4    | Halvor E. Granerud   | 1300.3 |
| 5    | Domen Prevc          | 1287.8 |
| 6    | Jan Hörl             | 1281.0 |
| 7    | Piotr Żyła           | 1263.6 |
| 8    | Daniel Tschofenig    | 1229.2 |
| 9    | Ryōyū Kobayashi      | 1227.9 |
| 10   | Johann André Forfang | 1224.5 |

### Dames
| Rang       | Nom               | Points | Victoire(s) |
| ---------- | ----------------- | ------ | ----------- |
| Yellow bib | Eva Pinkelnig     | 1662   | 6           |
| 2          | Katharina Althaus | 1497   | 7           |
| 3          | Ema Klinec        | 1281   | 1           |
| 4          | Anna Odine Strøm  | 1278   | 3           |
| 5          | Selina Freitag    | 958    |             |
| 6          | Chiara Hölzl      | 924    | 2           |
| 7          | Silje Opseth      | 837    | 3           |
| 8          | Yūki Itō          | 766    | 1           |
| 9          | Nika Križnar      | 741    |             |
| 10         | Sara Takanashi    | 674    |             |

| Rang | Nation    | Points |
| ---- | --------- | ------ |
| 1    | Autriche  | 4154   |
| 2    | Allemagne | 3904   |
| 3    | Norvège   | 3720   |
| 4    | Slovénie  | 3184   |
| 5    | Japon     | 2888   |
| 6    | Canada    | 1326   |
| 7    | France    | 751    |
| 8    | Italie    | 516    |
| 9    | Finlande  | 323    |
| 10   | Roumanie  | 180    |

| Rang | Nom                | Points |
| ---- | ------------------ | ------ |
| 1    | Eva Pinkelnig      | 1030.3 |
| 2    | Anna Odine Strøm   | 1004.0 |
| 3    | Nika Križnar       | 980.3  |
| 4    | Selina Freitag     | 972.8  |
| 5    | Katharina Althaus  | 970.9  |
| 6    | Ema Klinec         | 964.5  |
| 7    | Anna Rupprecht     | 959.2  |
| 8    | Alexandria Loutitt | 951.7  |
| 9    | Sara Takanashi     | 943.8  |
| 10   | Marita Kramer      | 940.5  |

| Rang | Nom                | Points |
| ---- | ------------------ | ------ |
| 1    | Ema Klinec         | 1859.6 |
| 2    | Katharina Althaus  | 1771.5 |
| 3    | Selina Freitag     | 1704.3 |
| 4    | Silje Opseth       | 1683.3 |
| 5    | Nika Križnar       | 1653.5 |
| 6    | Chiara Hölzl       | 1649.7 |
| 7    | Alexandria Loutitt | 1647.6 |
| 8    | Anna Odine Strøm   | 1645.0 |
| 9    | Eva Pinkelnig      | 1639.3 |
| 10   | Maren Lundby       | 1630.7 |

## Calendrier

### Messieurs

#### Épreuves individuelles
| Étape                                                                     | Lieu                                       | Tremplin                                   | Date                                       | Vainqueur                       | Deuxième           | Troisième           | Leader du Général  |
| 1                                                                         | Wisła                                      | HS 134                                     | 5 novembre 2022                            | Dawid Kubacki                   | Halvor E. Granerud | Stefan Kraft        | Dawid Kubacki      |
| 2                                                                         | Wisła                                      | HS 134                                     | 6 novembre 2022                            | Dawid Kubacki                   | Anže Lanišek       | Marius Lindvik      | Dawid Kubacki      |
| 3                                                                         | Ruka                                       | HS 142                                     | 26 novembre 2022                           | Anže Lanišek                    | Stefan Kraft       | Piotr Żyła          | Dawid Kubacki      |
| 4                                                                         | Ruka                                       | HS 142                                     | 27 novembre 2022                           | Stefan Kraft Halvor E. Granerud |                    | Naoki Nakamura      | Dawid Kubacki      |
| 5                                                                         | Titisee-Neustadt                           | HS 142                                     | 9 décembre 2022                            | Anže Lanišek                    | Dawid Kubacki      | Karl Geiger         | Dawid Kubacki      |
| 6                                                                         | Titisee-Neustadt                           | HS 142                                     | 11 décembre 2022                           | Dawid Kubacki                   | Anže Lanišek       | Stefan Kraft        | Dawid Kubacki      |
| 7                                                                         | Engelberg                                  | HS 140                                     | 17 décembre 2022                           | Anže Lanišek                    | Dawid Kubacki      | Piotr Żyła          | Dawid Kubacki      |
| 8                                                                         | Engelberg                                  | HS 140                                     | 18 décembre 2022                           | Dawid Kubacki                   | Manuel Fettner     | Anže Lanišek        | Dawid Kubacki      |
| 71e Tournée des 4 tremplins (28 décembre 2022 au 6 janvier 2023)          |                                            |                                            |                                            |                                 |                    |                     |                    |
| 9                                                                         | Oberstdorf                                 | HS 137                                     | 29 décembre 2022                           | Halvor E. Granerud              | Piotr Żyła         | Dawid Kubacki       | Dawid Kubacki      |
| 10                                                                        | Garmisch                                   | HS 142                                     | 1er janvier 2023                           | Halvor E. Granerud              | Anže Lanišek       | Dawid Kubacki       | Dawid Kubacki      |
| 11                                                                        | Innsbruck                                  | HS 130                                     | 4 janvier 2023                             | Dawid Kubacki                   | Halvor E. Granerud | Anže Lanišek        | Dawid Kubacki      |
| 12                                                                        | Bischofshofen                              | HS 142                                     | 6 janvier 2023                             | Halvor E. Granerud              | Anže Lanišek       | Dawid Kubacki       | Dawid Kubacki      |
| Tournée des 4 tremplins - Classement final                                | Tournée des 4 tremplins - Classement final | Tournée des 4 tremplins - Classement final | Tournée des 4 tremplins - Classement final | Halvor E. Granerud              | Dawid Kubacki      | Anže Lanišek        |                    |
| 13                                                                        | Zakopane                                   | HS 140                                     | 15 janvier 2023                            | Halvor E. Granerud              | Dawid Kubacki      | Stefan Kraft        | Dawid Kubacki      |
| 14                                                                        | Sapporo                                    | HS 137                                     | 20 janvier 2023                            | Ryōyū Kobayashi                 | Dawid Kubacki      | Halvor E. Granerud  | Dawid Kubacki      |
| 15                                                                        | Sapporo                                    | HS 137                                     | 21 janvier 2023                            | Stefan Kraft                    | Halvor E. Granerud | Ryōyū Kobayashi     | Dawid Kubacki      |
| 16                                                                        | Sapporo                                    | HS 137                                     | 22 janvier 2023                            | Ryōyū Kobayashi                 | Halvor E. Granerud | Markus Eisenbichler | Dawid Kubacki      |
| 17                                                                        | Bad Mitterndorf                            | HS 235                                     | 28 janvier 2023                            | Halvor E. Granerud              | Stefan Kraft       | Domen Prevc         | Halvor E. Granerud |
| 18                                                                        | Bad Mitterndorf                            | HS 235                                     | 29 janvier 2023                            | Halvor E. Granerud              | Timi Zajc          | Stefan Kraft        | Halvor E. Granerud |
| 19                                                                        | Willingen                                  | HS 147                                     | 4 février 2023                             | Halvor E. Granerud              | Anže Lanišek       | Dawid Kubacki       | Halvor E. Granerud |
| 20                                                                        | Willingen                                  | HS 147                                     | 5 février 2023                             | Halvor E. Granerud              | Ryōyū Kobayashi    | Daniel-André Tande  | Halvor E. Granerud |
| 21                                                                        | Lake Placid                                | HS 128                                     | 11 février 2023                            | Andreas Wellinger               | Ryōyū Kobayashi    | Daniel Tschofenig   | Halvor E. Granerud |
| 22                                                                        | Lake Placid                                | HS 128                                     | 12 février 2023                            | Halvor E. Granerud              | Andreas Wellinger  | Stefan Kraft        | Halvor E. Granerud |
| 23                                                                        | Râșnov                                     | HS 97                                      | 18 février 2023                            | Andreas Wellinger               | Žiga Jelar         | Karl Geiger         | Halvor E. Granerud |
| Planica Championnats du monde de ski nordique (21 février au 5 mars 2023) |                                            |                                            |                                            |                                 |                    |                     |                    |
| 6e édition du Raw Air (10 mars au 19 mars 2023)                           |                                            |                                            |                                            |                                 |                    |                     |                    |
| 24                                                                        | Oslo                                       | HS 134                                     | 11 mars 2023                               | Anže Lanišek                    | Stefan Kraft       | Karl Geiger         | Halvor E. Granerud |
| 25                                                                        | Oslo                                       | HS 134                                     | 12 mars 2023                               | Stefan Kraft                    | Anže Lanišek       | Dawid Kubacki       | Halvor E. Granerud |
| 26                                                                        | Lillehammer                                | HS 140                                     | 14 mars 2023                               | Halvor E. Granerud              | Stefan Kraft       | Manuel Fettner      | Halvor E. Granerud |
| 27                                                                        | Lillehammer                                | HS 140                                     | 16 mars 2023                               | Dawid Kubacki                   | Anže Lanišek       | Daniel Tschofenig   | Halvor E. Granerud |
| 28                                                                        | Vikersund                                  | HS 240                                     | 18 mars 2023                               | Halvor E. Granerud              | Stefan Kraft       | Daniel Tschofenig   | Halvor E. Granerud |
| 29                                                                        | Vikersund                                  | HS 240                                     | 19 mars 2023                               | Stefan Kraft                    | Halvor E. Granerud | Anže Lanišek        | Halvor E. Granerud |
| Raw Air - Classement Final                                                | Raw Air - Classement Final                 | Raw Air - Classement Final                 | Raw Air - Classement Final                 | Halvor E. Granerud              | Stefan Kraft       | Anže Lanišek        |                    |
| 30                                                                        | Lahti                                      | HS 130                                     | 26 mars 2023                               | Ryōyū Kobayashi                 | Stefan Kraft       | Karl Geiger         | Halvor E. Granerud |
| 5e édition du Planica7 (30 mars au 2 avril 2023)                          |                                            |                                            |                                            |                                 |                    |                     |                    |
| 31                                                                        | Planica                                    | HS 240                                     | 1er avril 2023                             | Stefan Kraft                    | Anže Lanišek       | Piotr Żyła          | Halvor E. Granerud |
| 32                                                                        | Planica                                    | HS 240                                     | 2 avril 2023                               | Timi Zajc                       | Anže Lanišek       | Stefan Kraft        | Halvor E. Granerud |
| Planica7 - Classement Final                                               | Planica7 - Classement Final                | Planica7 - Classement Final                | Planica7 - Classement Final                | Stefan Kraft                    | Anže Lanišek       | Timi Zajc           |                    |

#### Épreuves par équipes
| Étape                                                                     | Lieu     | Tremplin | Date            | Vainqueurs                                                                     | Deuxièmes                                                        | Troisièmes                                                                                         |
| ------------------------------------------------------------------------- | -------- | -------- | --------------- | ------------------------------------------------------------------------------ | ---------------------------------------------------------------- | -------------------------------------------------------------------------------------------------- |
| 1                                                                         | Zakopane | HS 140   | 14 janvier 2022 | Autriche - Daniel Tschofenig - Michael Hayböck - Manuel Fettner - Stefan Kraft | Pologne - Kamil Stoch - Piotr Żyła - Paweł Wąsek - Dawid Kubacki | Allemagne - Markus Eisenbichler - Phlipp Raimund - Karl Geiger - Andreas Wellinger                 |
| Planica Championnats du monde de ski nordique (21 février au 5 mars 2023) |          |          |                 |                                                                                |                                                                  | |
| 2                                                                         | Lahti    | HS 130   | 25 mars 2023    | Autriche - Daniel Tschofenig - Michael Hayböck - Jan Hörl - Stefan Kraft       | Slovénie - Lovro Kos - Domen Prevc - Timi Zajc - Anže Lanišek    | Pologne - Piotr Żyła - Paweł Wąsek - Aleksander Zniszczoł - Kamil Stoch                            |
| 5e édition du Planica7 (30 mars au 2 avril 2023)                          |          |          |                 |                                                                                |                                                                  | |
| 3                                                                         | Planica  | HS 240   | 1er avril 2023  | Autriche - Daniel Tschofenig - Michael Hayböck - Jan Hörl - Stefan Kraft       | Slovénie - Lovro Kos - Domen Prevc - Timi Zajc - Anže Lanišek    | Norvège - Johann André Forfang - Bendik Jakobsen Heggli - Robert Johansson - Halvor Egner Granerud |

#### Super Team
| Étape | Lieu        | Tremplin | Date            | Vainqueurs                                  | Deuxièmes                                   | Troisièmes                                     |
| ----- | ----------- | -------- | --------------- | ------------------------------------------- | ------------------------------------------- | ---------------------------------------------- |
| 1     | Lake Placid | HS 128   | 11 février 2023 | Pologne - Piotr Żyła - Dawid Kubacki        | Autriche - Daniel Tschofenig - Stefan Kraft | Japon - Naoki Nakamura - Ryōyū Kobayashi       |
| 2     | Râșnov      | HS 97    | 19 février 2023 | Allemagne - Karl Geiger - Andreas Wellinger | Slovénie - Maksim Bartolj - Žiga Jelar      | Autriche - Philipp Aschenwald - Clemens Aigner |

### Dames

#### Épreuves individuelles
| Étape                                                                     | Lieu                                    | Tremplin                                | Date                                    | Vainqueur          | Deuxième           | Troisième           | Leader du Général |
| 1                                                                         | Wisła                                   | HS 134                                  | 5 novembre 2022                         | Silje Opseth       | Marita Kramer      | Eva Pinkelnig       | Silje Opseth      |
| 2                                                                         | Wisła                                   | HS 134                                  | 6 novembre 2022                         | Eva Pinkelnig      | Katharina Althaus  | Frida Westman       | Eva Pinkelnig     |
| 3                                                                         | Lillehammer                             | HS 98                                   | 3 décembre 2022                         | Katharina Althaus  | Eva Pinkelnig      | Marita Kramer       | Eva Pinkelnig     |
| 4                                                                         | Lillehammer                             | HS 140                                  | 4 décembre 2022                         | Silje Opseth       | Anna Odine Strøm   | Eva Pinkelnig       | Eva Pinkelnig     |
| 5                                                                         | Titisee-Neustadt                        | HS 142                                  | 11 décembre 2022                        | Katharina Althaus  | Silje Opseth       | Urša Bogataj        | Katharina Althaus |
| 2e édition du Silvester Tournament (27 décembre 2022 au 1er janvier 2023) |                                         |                                         |                                         |                    |                    |                     |                   |
| 6                                                                         | Villach                                 | HS 98                                   | 28 décembre 2022                        | Eva Pinkelnig      | Anna Odine Strøm   | Nika Križnar        | Eva Pinkelnig     |
| 7                                                                         | Villach                                 | HS 98                                   | 29 décembre 2022                        | Eva Pinkelnig      | Katharina Althaus  | Nika Križnar        | Eva Pinkelnig     |
| 8                                                                         | Ljubno                                  | HS 94                                   | 31 décembre 2022                        | Anna Odine Strøm   | Eva Pinkelnig      | Katharina Althaus   | Eva Pinkelnig     |
| 9                                                                         | Ljubno                                  | HS 94                                   | 1er janvier 2023                        | Eva Pinkelnig      | Anna Odine Strøm   | Selina Freitag      | Eva Pinkelnig     |
| Silvester Tournament - Classement Final                                   | Silvester Tournament - Classement Final | Silvester Tournament - Classement Final | Silvester Tournament - Classement Final | Eva Pinkelnig      | Anna Odine Strøm   | Nika Križnar        |                   |
| 10                                                                        | Sapporo                                 | HS 137                                  | 7 janvier 2023                          | Katharina Althaus  | Ema Klinec         | Eva Pinkelnig       | Eva Pinkelnig     |
| 11                                                                        | Sapporo                                 | HS 137                                  | 8 janvier 2023                          | Silje Opseth       | Ema Klinec         | Eva Pinkelnig       | Eva Pinkelnig     |
| 12                                                                        | Zaō                                     | HS 102                                  | 13 janvier 2023                         | Alexandria Loutitt | Eva Pinkelnig      | Chiara Hölzl        | Eva Pinkelnig     |
| 13                                                                        | Zaō                                     | HS 102                                  | 15 janvier 2023                         | Eva Pinkelnig      | Selina Freitag     | Anna Odine Strøm    | Eva Pinkelnig     |
| 14                                                                        | Hinterzarten                            | HS 108                                  | 28 janvier 2023                         | Katharina Althaus  | Ema Klinec         | Abigail Strate      | Eva Pinkelnig     |
| 15                                                                        | Hinterzarten                            | HS 108                                  | 29 janvier 2023                         | Anna Odine Strøm   | Ema Klinec         | Eva Pinkelnig       | Eva Pinkelnig     |
| 16                                                                        | Willingen                               | HS 147                                  | 4 février 2023                          | Katharina Althaus  | Ema Klinec         | Sara Takanashi      | Eva Pinkelnig     |
| 17                                                                        | Willingen                               | HS 147                                  | 5 février 2023                          | Yūki Itō           | Nozomi Maruyama    | Sara Takanashi      | Eva Pinkelnig     |
| 18                                                                        | Hinzenbach                              | HS 90                                   | 11 février 2023                         | Eva Pinkelnig      | Ema Klinec         | Nika Prevc          | Eva Pinkelnig     |
| 19                                                                        | Hinzenbach                              | HS 90                                   | 12 février 2023                         | Chiara Kreuzer     | Eva Pinkelnig      | Nozomi Maruyama     | Eva Pinkelnig     |
| 20                                                                        | Râșnov                                  | HS 97                                   | 17 février 2023                         | Katharina Althaus  | Eva Pinkelnig      | Eirin Maria Kvandal | Eva Pinkelnig     |
| 21                                                                        | Râșnov                                  | HS 97                                   | 18 février 2023                         | Anna Odine Strøm   | Eva Pinkelnig      | Julia Mühlbacher    | Eva Pinkelnig     |
| Planica Championnats du monde de ski nordique (21 février au 5 mars 2023) |                                         |                                         |                                         |                    |                    |                     |                   |
| 4e édition du Raw Air (10 mars au 16 mars 2023)                           |                                         |                                         |                                         |                    |                    |                     |                   |
| 22                                                                        | Oslo                                    | HS 134                                  | 11 mars 2023                            | Chiara Kreuzer     | Ema Klinec         | Anna Odine Strøm    | Eva Pinkelnig     |
| 23                                                                        | Oslo                                    | HS 134                                  | 13 mars 2023                            | Ema Klinec         | Chiara Kreuzer     | Anna Odine Strøm    | Eva Pinkelnig     |
| 24                                                                        | Lillehammer                             | HS 140                                  | 13 mars 2023                            | Silje Opseth       | Selina Freitag     | Ema Klinec          | Eva Pinkelnig     |
| 25                                                                        | Lillehammer                             | HS 140                                  | 15 mars 2023                            | Katharina Althaus  | Alexandria Loutitt | Eva Pinkelnig       | Eva Pinkelnig     |
| FIS                                                                       | Vikersund                               | HS 240                                  | 19 mars 2023                            | Ema Klinec         | Silje Opseth       | Yūki Itō            | Eva Pinkelnig     |
| Raw Air - Classement Final                                                | Raw Air - Classement Final              | Raw Air - Classement Final              | Raw Air - Classement Final              | Ema Klinec         | Katharina Althaus  | Selina Freitag      |                   |
| 26                                                                        | Lahti                                   | HS 130                                  | 24 mars 2023                            | Yūki Itō           | Anna Odine Strøm   | Katharina Althaus   | Eva Pinkelnig     |

#### Épreuves par équipes
| Étape                                                                     | Lieu | Tremplin | Date | Vainqueurs | Deuxièmes | Troisièmes |
| ------------------------------------------------------------------------- | ---- | -------- | ---- | ---------- | --------- | ---------- |
| Planica Championnats du monde de ski nordique (21 février au 5 mars 2023) |      |          |      |            |           |            |

#### Super Team
| Étape | Lieu | Tremplin | Date            | Vainqueurs                                | Deuxièmes                                         | Troisièmes                                     |
| ----- | ---- | -------- | --------------- | ----------------------------------------- | ------------------------------------------------- | ---------------------------------------------- |
| 1     | Zaō  | HS 102   | 14 janvier 2023 | Autriche - Chiara Kreuzer - Eva Pinkelnig | Norvège - Thea Minyan Bjørseth - Anna Odine Strøm | Allemagne - Katharina Althaus - Selina Freitag |

### Mixte
| Étape                                                                     | Lieu             | Tremplin | Date             | Vainqueurs                                                                         | Deuxièmes                                                                                  | Troisièmes                                                                       |
| ------------------------------------------------------------------------- | ---------------- | -------- | ---------------- | ---------------------------------------------------------------------------------- | ------------------------------------------------------------------------------------------ | -------------------------------------------------------------------------------- |
| 1                                                                         | Titisee-Neustadt | HS 142   | 10 décembre 2022 | Autriche - Marita Kramer - Michael Hayböck - Eva Pinkelnig - Stefan Kraft          | Norvège - Anna Odine Strøm - Bendik Jakobsen Heggli - Silje Opseth - Halvor Egner Granerud | Allemagne - Selina Freitag - Constantin Schmid - Katharina Althaus - Karl Geiger |
| 2                                                                         | Willingen        | HS 147   | 3 février 2023   | Norvège - Anna Odine Strøm - Marius Lindvik - Silje Opseth - Halvor Egner Granerud | Autriche - Chiara Kreuzer - Jan Hörl - Eva Pinkelnig - Stefan Kraft                        | Allemagne - Selina Freitag - Karl Geiger - Katharina Althaus - Andreas Wellinger |
| Planica Championnats du monde de ski nordique (21 février au 5 mars 2023) |                  |          |                  |                                                                                    |                                                                                            |                                                                                  |